# Aurelius Polzer

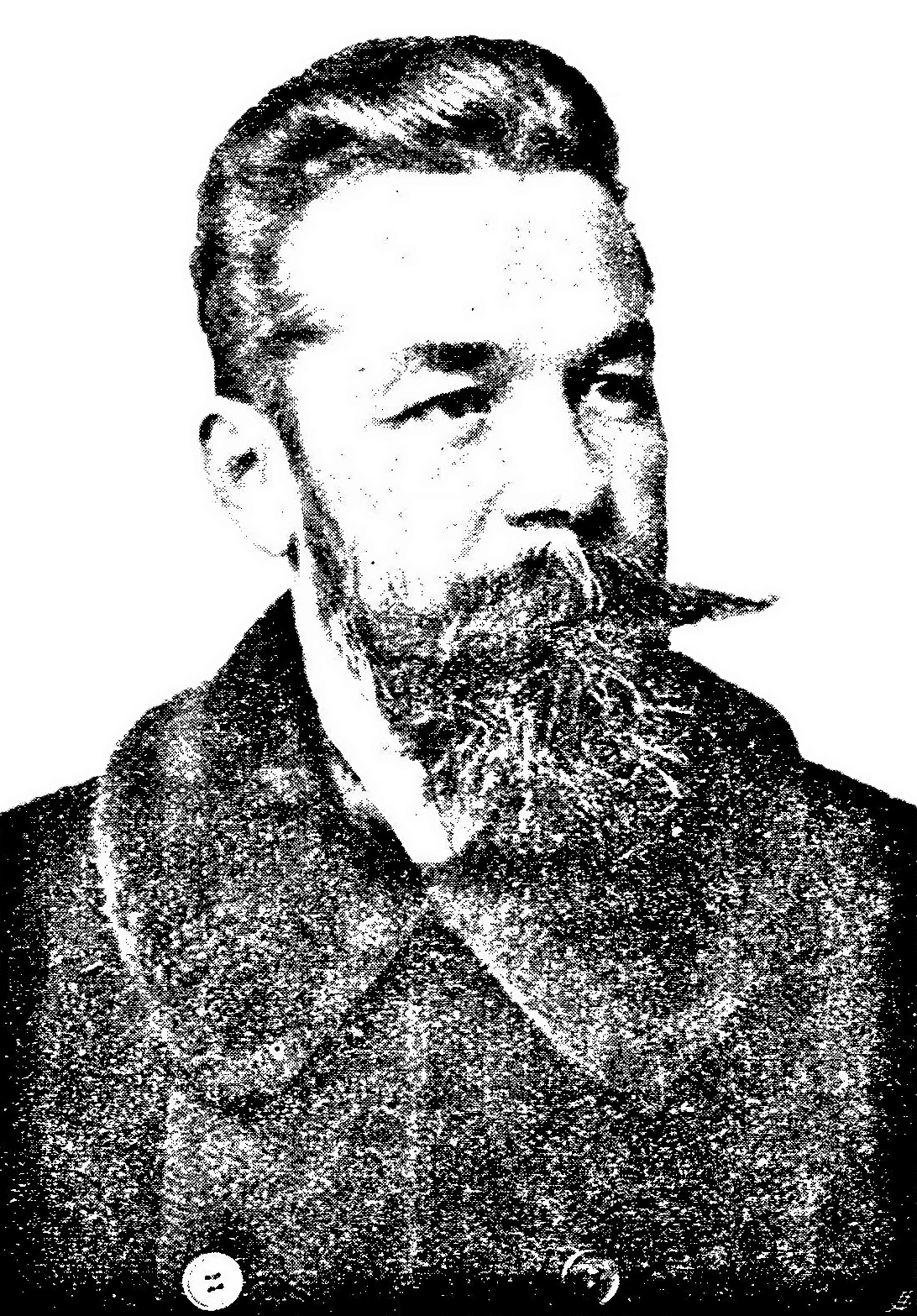
Aurelius Polzer (vor 1909)

Aurelius Polzer, bisweilen auch: Aurel Polzer, Pseudonyme: Erich Fels, Arnim Stark, (* 16. Dezember 1848 in Feldkirch-Tisis, Vorarlberg; † 2. Mai 1924 in Graz) war ein österreichischer Dichter und Schriftsteller.

## Leben
Der Sohn eines Finanzbeamten besuchte Gymnasien in Feldkirch, Innsbruck sowie Wien, wo er im Sommer 1866 bei den (kriegsbedingt nur schriftliche Leistungen berücksichtigenden) Maturitäts-Prüfungen ein Zeugnis der Reife erhielt.
Von 1866 bis 1870 studierte er an der Universität Wien klassische Philologie und war dann bis 1887 als Gymnasiallehrer in Czernowitz, Wien, Reichenberg und Horn tätig. Während seines Studiums wurde er 1868 Mitglied der Burschenschaft Teutonia Wien, 1868 der Burschenschaft Braune Arminia Wien und später Ehrenmitglied der Burschenschaft Campia Wien.
Polzer, Exponent der Los-von-Rom-Bewegung, rief 1885 zu einem Massenübertritt zur evangelischen Kirche auf, der Nationalkirche des deutschen Volkes. Die zugehörige Schrift Bekennt euch zur deutschen Nationalkirche! Ein Mahnwort an die Deutschen in der Ostmark wurde beschlagnahmt und Polzers Lehrvertrag in Horn gekündigt. 1887 ging Polzer nach Graz, wo er bis 1888 Geschäftsführer des Schulvereins für Deutsche und 1889 bis 1903 des von ihm mitbegründeten Vereins Südmark war. Ab 1889 fungierte er als Schriftleiter des von der Vereinigung Deutscher Turner-Bund 1889 (Steiermärkischer Turngau) herausgegebenen Grazer Wochenblatts.
Im Jänner 1899 wurde Polzer Obmann des neu gegründeten Vereins der Deutschvölkischen in Steiermark, im Mai selben Jahres wurde Polzer wegen Verdachtes der Geheimbündelei und Verbreitung verbotener Druckschriften festgenommen und vom Landesgericht Graz am 8. Juni wegen der Verbreitung verbotener Schriften verurteilt.
Mit seiner völkischen Lyrik vertrat er den alldeutschen Gedanken.
Mit seinen kämpferischen Liedern, teilweise von Anton Bruckner (1824–1896), Camillo Horn (1860–1941) sowie Wilhelm Kienzl (1857–1941) vertont, blieb Polzer nicht ohne Wirkung auf seine Zeit. Er gehört zu den geistigen Wegbereitern des Nationalsozialismus.

## Schriften
- Aurelius Polzer: Protagoreische Studien. In: Jahresbericht des k.k. Oberreal-Gymnasiums in Reichenberg. Band 3 (1875). Gebrüder Stiepel, Reichenberg 1875, S. 3–25 (Scan – Internet Archive).
- —: Kaiser Josef II. Eine Denkschrift zur Feier der Aufhebung der Leibeigenschaft. Verlag des constitutionellen Fortschrittvereins, Horn 1881.
- Armin Stark: Zu Schutz und Trutz! Deutscher Sang aus der Ostmark. Schmidt, Zürich 1884.
- Ruf aus dem deutschen Osten. Gedichte. 1884.[7]
- Adolf Hagen (d. i. Adolf Harpf),[8] Erich Fels: Wehr und Waffen. Deutsche Dichtungen des jungen Oesterreich. Wigand, Leipzig 1885.
- Erich Fels: Im Harnisch. Trutzgesang aus der bedrängten Ostmark. Richter, Hamburg 1887 (Ursprünglich in Österreich verboten gemäß §§ 486 und 493 der StPO 1873, RGBl. 1873/119).
- Aurelius Polzer: Calender des Schulvereines für Deutsche. Danotta, Graz 1888–89(?), ZDB-ID 2389007-1.
- —: Robert Hamerling. Sein Wesen und Wirken. Dem deutschen Volke geschildert. Verlags-Anstalt und Druckerei A.G., Hamburg 1890.
- — (Hrsg.): Gedenktage für das deutsche Volk. Schönerer, Rosenau 1893.
- —: Robert Hamerling als deutschvölkischer Dichter. Troppau 1896.[7]
- —: Sonnenwende. Wesen und Bedeutung des germanischen Festes der Sommersonnenwende. Nebst einem Anhang von einschlägigen Sprüchen und Gedichten. Deutsche Vereins-Druckerei, Graz 1902.
- —: In Sturmnacht und Sonnenschein. Gedichte und Gedanken. Janotta, Graz 1907.
- Erich Fels: Das deutsche Lied. Partitur. Musikdruck. In: Anton Bruckner, Victor Keldorfer (Hrsg.): Chorwerke. Band 7. Universal-Edition, Wien 1911.
- Aurelius Polzer: Harfenklänge aus eiserner Zeit. Lieder, Balladen und Sprüche aus den Weltkriegsjahren 1914 bis 1918. Deutsche Vereins-Druckerei, Graz 1918.
- Robert Hamerling, Aurelius Polzer (Hrsg.): Ahasver in Rom. Eine Dichtung in sechs Gesängen. Mit einem Epilog an die Kritiker. Reclam, Leipzig 1921.
- Carl-Wilhelm Gawalowski (1861–1945), Aurelius Polzer: Deutsches Jahrbuch. Ausgabe für Küstenland. Deutsche Vereins-Druckerei, Graz s. a. (Auch unter dem Titel: Südmark-Jahrbuch, ZDB-ID 1046848-1, bzw. früher: Südmark-Kalender, ZDB-ID 2384954-X).

## Ehrungen, Auszeichnungen, Preise
- 1891: Gedenkmünze des Germanenbundes Graz aus Anlass der Körner-Feier 1891[9]
- 1916: Büste, gefertigt von August Kratzwohl (1865–circa 1927), Graz[10]
- In Graz-Jakomini (VI. Stadtbezirk) bestand eine Aurelius-Polzer-Gasse, die 1947 in Neuholdaugasse umbenannt wurde.[11] Die ebenfalls Aurelius Polzer gewidmete (historisch ältere) Polzergasse auf dem Ruckerlberg in Graz-Waltendorf (IX. Stadtbezirk) hat bis heute ihren Namen behalten.[12]